# Allemanskraaldam
De Allemanskraaldam is een dam gelegen in de Zandrivier, Vrijstaat, Zuid-Afrika en is gebouwd in 1960.
De dam heeft een reservoir van 174 miljoen m³ en is 140 meter lang en 38 meter hoog. De grootste dorp in de buurt is Theunissen.
De dam vorm deel van de Willem Pretorius Wildreservaat.